# Cyberchondria
Cyberchondria – nieuzasadnione, wzmożone martwienie się normalnymi objawami spowodowane przeglądaniem wyników wyszukiwania lub piśmiennictwa w Internecie. Termin cyberchondria jest neologizmem  pochodzącym od terminów cyber- i hipochondria. Może ona być traktowana jako zaburzenie neurotyczne lub odmiana hipochondrii.